# Седерберг
Седерберг (Cederberg mountains, кедровые горы) — горный массив, сложенный преимущественно из песчаника. Находится примерно в 200 км севернее города Кейптаун (ЮАР).
Горы знамениты своими весенними (август-сентябрь) цветочными лугами и многообразием флоры. Этими горами ограничивается естественный ареал аспалатуса линейного — растения, из которого получают чайный напиток ройбос (ройбуш).
Седерберг является охраняемой заповедной зоной на стыке Капской области и Суккулентного Кару.